# قائمة الجامعات في بلجيكا

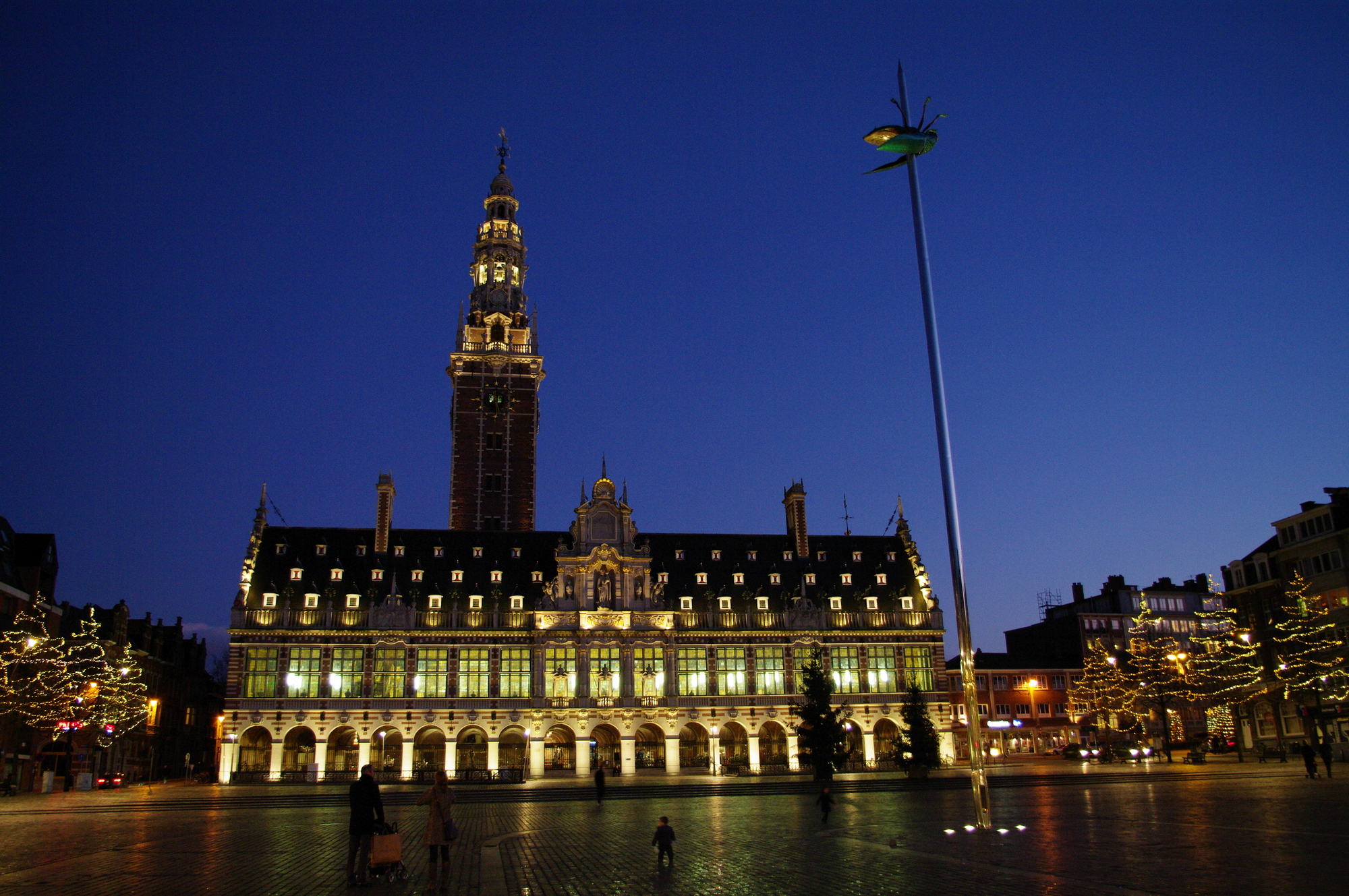
المكتبة المركزية لجامعة لوفين

هذه قائمة بالجامعات في بلجيكا، وهي دولة فيدرالية، ولغات التدريس فيها هي بـ: الهولندية-الفلمنكية، والفرنسية والألمانية.
- جامعة أنتويرب في مدينة أنتويرب عاصمة الإقليم الفلامندي.
- الجامعة الحرة في بروكسل في مدينة بروكسل العاصمة.
- جامعة خنت في الإقليم الفلامندي بمدينة غنت.
- جامعة هاسلت بمدينة هاسلت عاصمة مقاطعة ليمبورغ وألتي تقع في الإقليم الفلامندي.
- جامعة لوفان الكاثوليكية جامعة مقرها مدينة لوفان بإقليم الفلاندرز البلجيكي، ولغة الدراسة بها هي الهولندية، وتعد أقدم جامعة كاثوليكية ما زالت قائمة.
- وجامعات أخرى...